# St. Viktor (Dülmen)

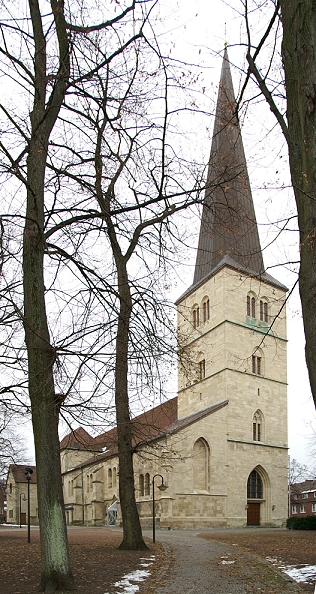
St. Viktor

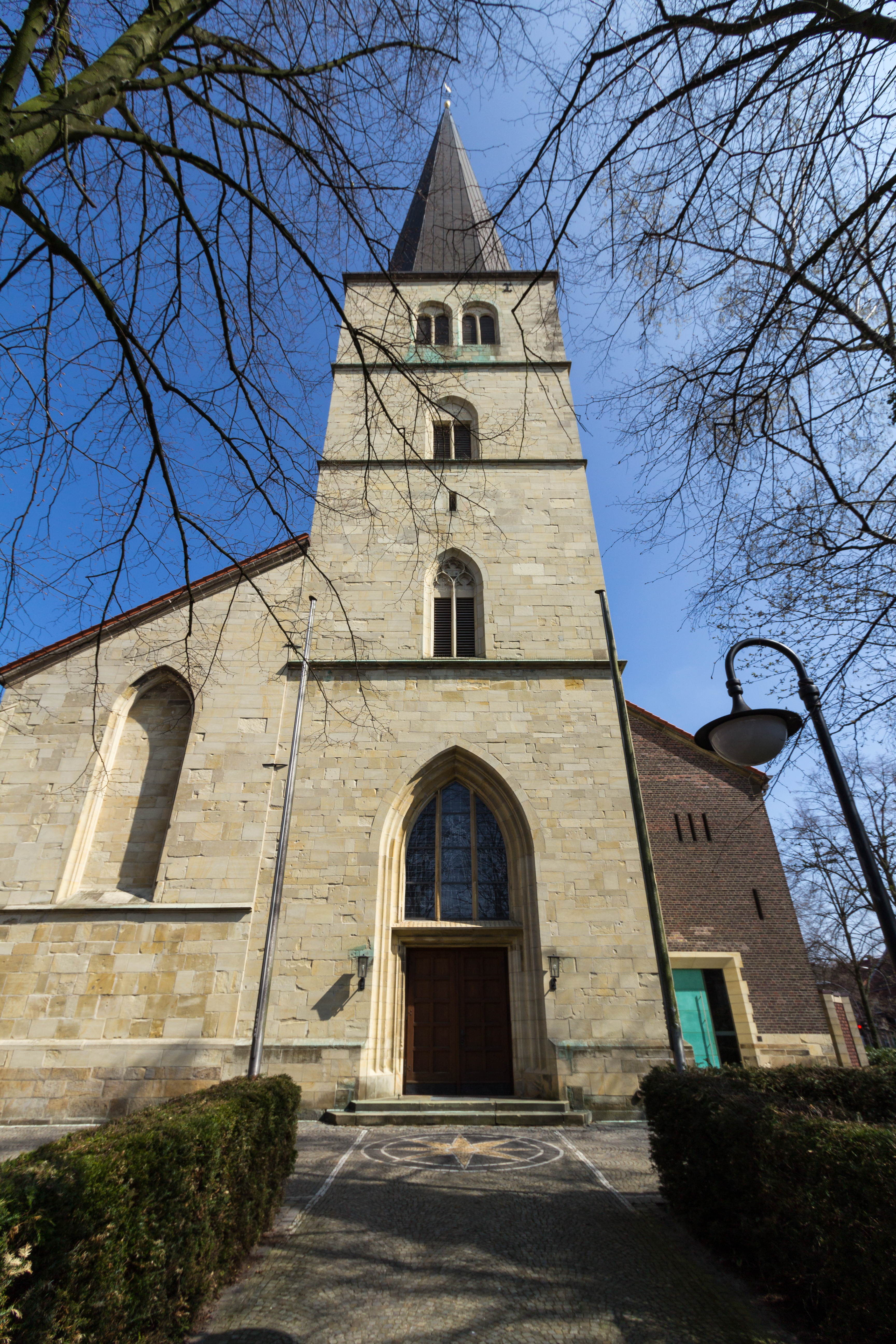
St. Viktor, Turm und Eingangsportal

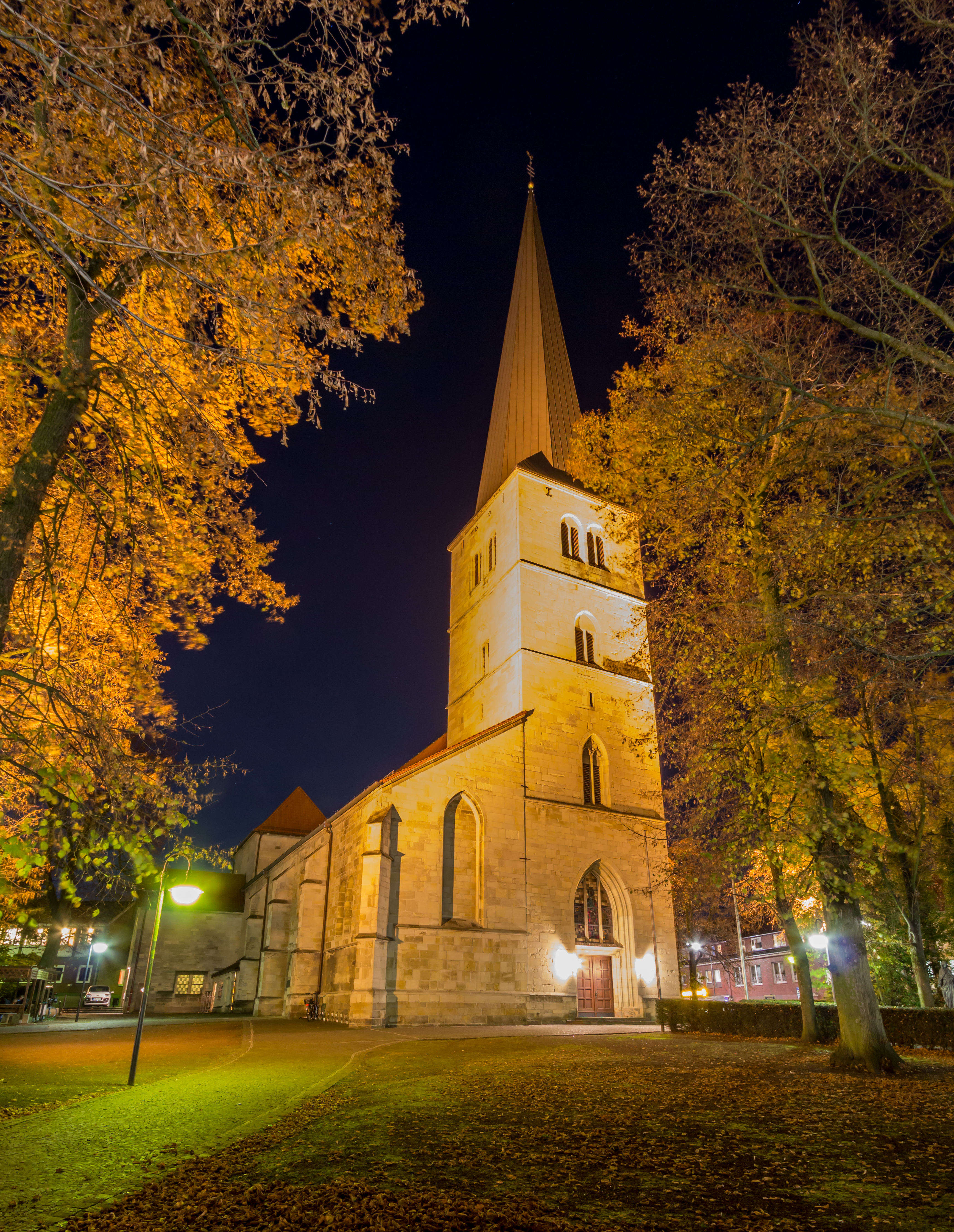
St. Viktor bei Nacht

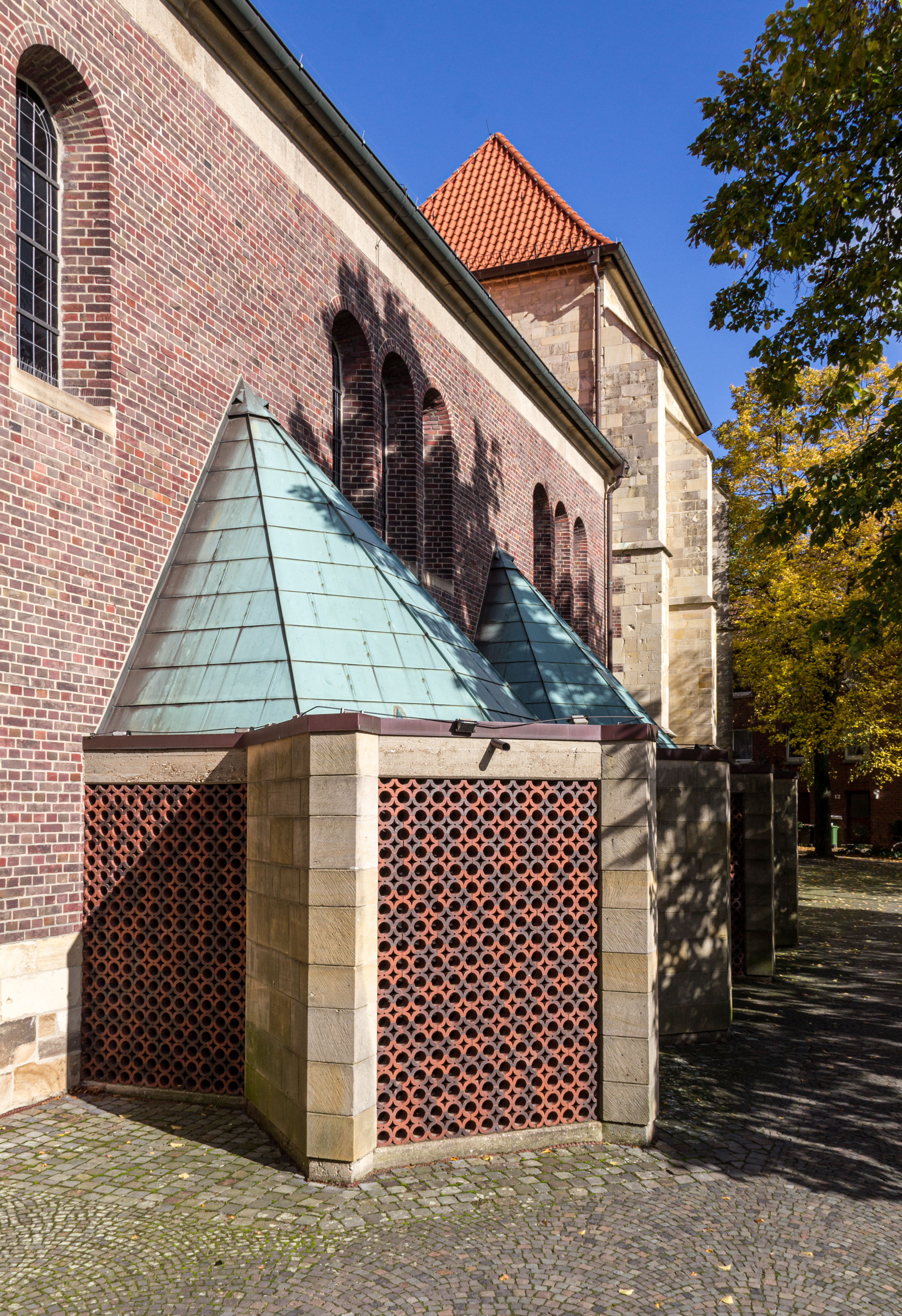
Seitenansicht

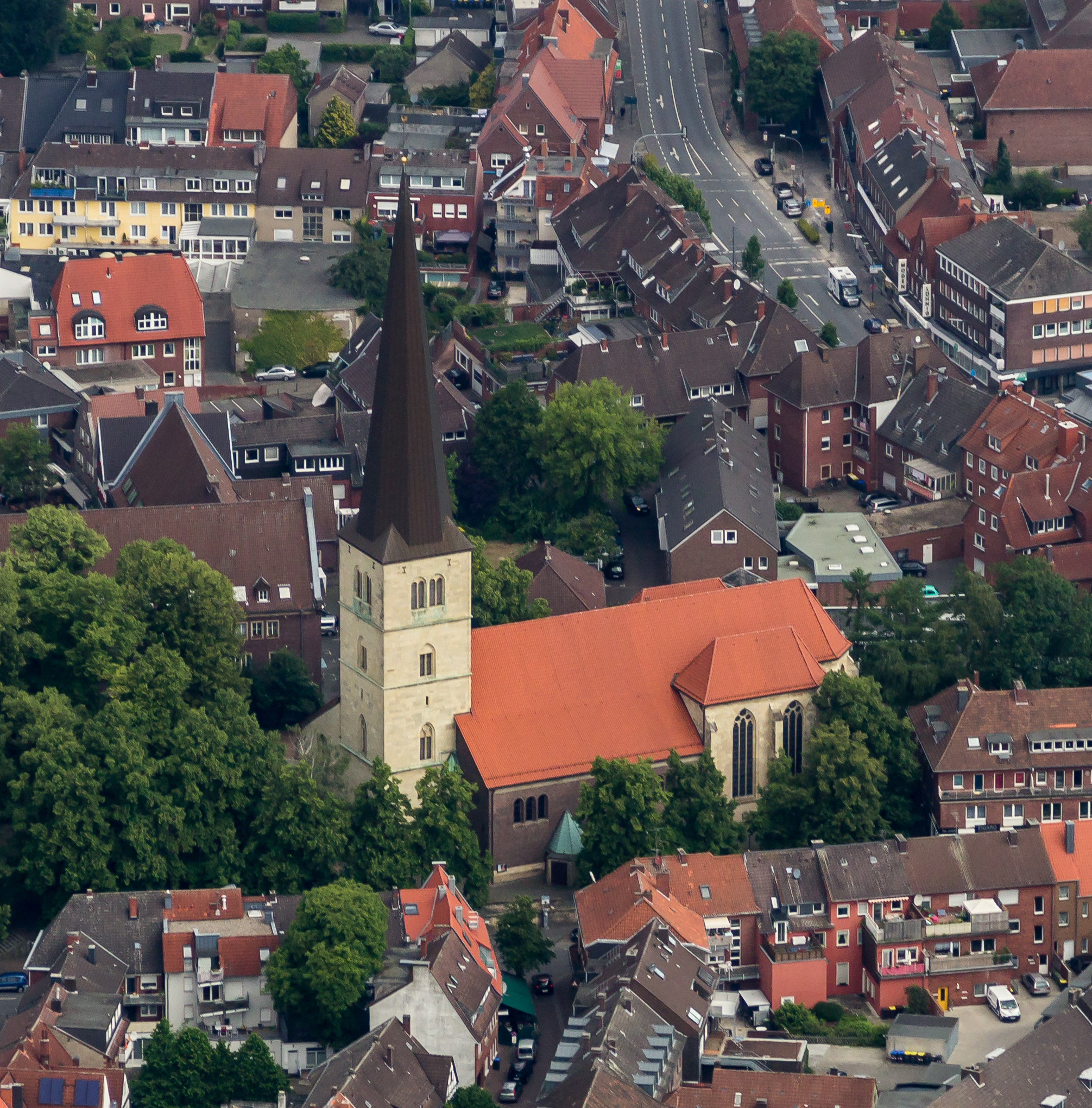
Luftaufnahme

Die römisch-katholische Pfarrkirche St. Viktor ist die älteste Dülmener Kirche. Sie befindet sich im Stadtzentrum und als einzige innerhalb der ehemaligen Stadtmauern, von der u. a. das Lüdinghauser Tor erhalten ist.

## Geschichte
Die Gründung im Jahr 780 geht auf den Abt Bernrad oder den hl. Liudger zurück und fand auf einem sächsischen (später bischöflichen) Haupthof statt. Sie zählt nicht nur als Urpfarre Dülmens, sondern sogar als eine der ältesten Kirchen des Bistums Münster. Der Namensgeber und Patron der Kirche ist der heilige Viktor. Die Weihe einer größeren Kirche, die vermutlich die erste Steinkirche war, fand 1074 statt.
Das Gebäude der Kirche wurde mehrfach zerstört, aufgebaut, erneuert oder umgebaut, wurde jedoch immer in Richtung Osten, dem Ort des Sonnenaufgangs ausgerichtet.
Die heutige Gestalt bekam die Kirche um das Jahr 1500, allerdings wurde sie am 21. und 22. März 1945 wie weite Teile Dülmens zerstört und danach wieder aufgebaut, wobei sich Spuren des schwierigen Wiederaufbaus erkennen lassen.

## Das Stift
Albert von Lethene, vicarius perpetuus zu Dülmen, war Initiator der Gründung eines Kollegiatstiftes an der Kirche St. Viktor in Dülmen. Bischof Ludwig von Hessen bestätigte diese in einer Urkunde vom 11. Januar 1323. Heinrich von der Lippe, münsterischer Domscholaster und Archidiakon zu Dülmen, stimmte der Errichtung zu. Anfänglich wurden fünf Präbenden eingerichtet, eine Zahl von zwölf war vorgesehen. Im Jahre 1330 sind bereits acht nachzuweisen, 1360 wurde die Zwölfzahl erreicht. Dem Dechanten des Stifts wurden die Archidiakonatsrechte übertragen. Der ehemalige Archidiakon wurde nun zum Propst des Stifts; die Propstei wurde stets an einen Domherrn zu Münster vergeben. Die Vergabe der Präbenden standen nun alternierend dem Propst und dem Bischof von Münster zu. Mit der Seelsorge war ein Kaplan betraut.
Durch ein napoleonisches Dekret vom 14. November 1811 wurde das Stift aufgehoben.

## Ausstattung
- Der spätromanische Taufstein aus der Mitte des 13. Jahrhunderts ist mit Bogen- und Rankenfries verziert.
- Das gotische Triumphkreuz hängt im Chorbogen über dem Altarbereich.
- Auf dem gotischen Sakramentshaus an der nördlichen Chorwand (15. Jahrhundert) ist der Stifter, vermutlich ein Adeliger, in seiner Rüstung dargestellt.
- Eine vier Meter hohe spätgotische Passionssäule steht im hinteren Mittelschiff. Sie ist um 1480 entstanden und zeigt neben den Leidenswerkzeugen Jesu auch Veronika mit dem Schweißtuch.
- Zur weiteren Ausstattung gehören eine Pietà aus dem 15. Jahrhundert in der Kapelle, eine neugotische Herz-Jesu- und eine ebenfalls neugotische Herz-Mariä-Figur im Hallenchor.
- Das St.-Martin-Fenster im Turm erinnert an die Hilfe, die nach 1945 von der Schweizer Gemeinde Baar für Dülmen erbracht wurde.
- Reliquienschrein für St. Viktor, entworfen und ausgeführt 1936 durch Hein Wimmer, Köln
- Der Turm hat eine Höhe von 136,44 Metern bis zur Turmkugel bzw. 139,45 Metern bis zur kleinen Kugel unter dem Wetterhahn. Die Höhe von 66,94 Metern an der historischen Höhenmarke an der Westseite wurde bei der Messung am 15. September 1981 als gegeben angenommen.

## Orgel

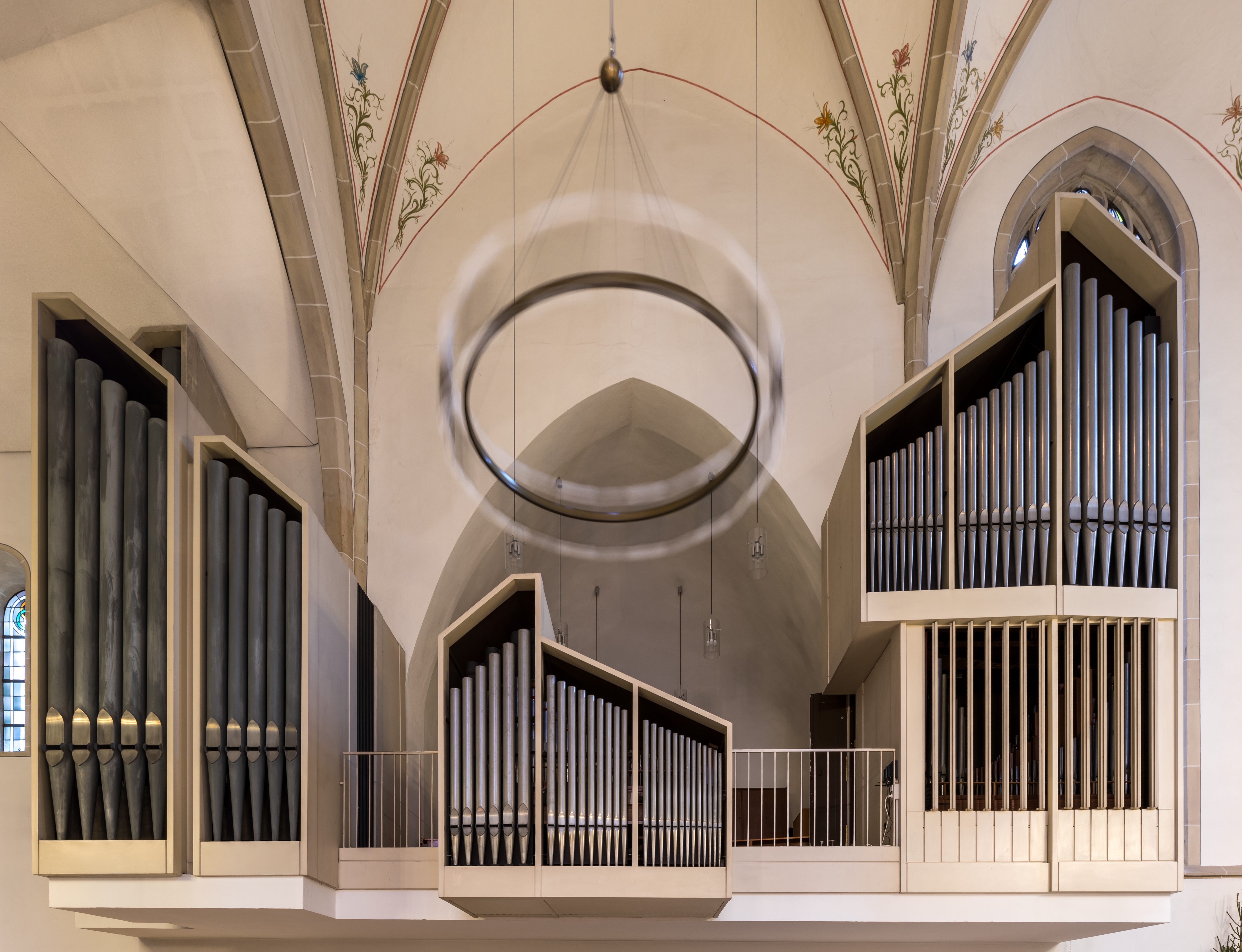
Orgel

Die Orgel wurde 1973 vom Orgelbauer Romanus Seifert (Kevelaer) erbaut. Das Schleifladen-Instrument hat 43 Register auf drei Manualen und Pedal. Die Spieltrakturen sind mechanisch, die Registertrakturen sind elektrisch.
| I Rückpositiv C– |             |        |
| 1.               | Gedackt     | 8’     |
| 2.               | Prinzipal   | 4’     |
| 3.               | Koppelflöte | 4'     |
| 4.               | Nasat       | 2 ⁄3′  |
| 5.               | Gemshorn    | 2’     |
| 6.               | Terzflöte   | 1 3⁄5′ |
| 7.               | Sifflöte    | 1 ⁄3′  |
| 8.               | Oktävchen   | 1’     |
| 9.               | Scharff IV  | 2⁄3′   |
| 10.              | Schalmey    | 8’     |
|                  | Tremulant   |        |

| II Hauptwerk C– |                |       |
| 11.             | Quintadena     | 16’   |
| 12.             | Principal      | 8’    |
| 13.             | Rohrflöte      | 8’    |
| 14.             | Oktave         | 4’    |
| 15.             | Spitzflöte     | 4’    |
| 16.             | Oktave         | 2’    |
| 17.             | Kornett IV-V   | 8’    |
| 18.             | Mixtur V       | 1 ⁄3′ |
| 19.             | Terzcymbel III |       |
| 20.             | Trompete       | 16’   |
| 21.             | Trompete       | 8’    |

| III Schwellwerk C– |                 |       |
| 22.                | Holzprincipal   | 8’    |
| 23.                | Spitzgamba      | 8’    |
| 24.                | Principal       | 4’    |
| 25.                | Querpfeife      | 4’    |
| 26.                | Waldflöte       | 2’    |
| 27.                | Sesquialter     | 2 ⁄3′ |
| 28.                | Sept-Non II     |       |
| 29.                | Mixtur V        | 1’    |
| 30.                | Dulcian         | 16’   |
| 31.                | Trompette harm. | 8’    |
| 32.                | Cromorne        | 8’    |
|                    | Tremulant       |       |

| Pedal C– |              |         |
| 33.      | Principal    | 16’     |
| 34.      | Subbass      | 16’     |
| 35.      | Quintbass    | 10 2⁄3′ |
| 36.      | Oktavbass    | 8’      |
| 37.      | Spitzgedackt | 8’      |
| 38.      | Choralbass   | 4’      |
| 39.      | Nachthorn    | 2’      |
| 40.      | Mixtur VI    | 2 ⁄3′   |
| 41.      | Posaune      | 16’     |
| 42.      | Trompete     | 8’      |
| 43.      | Trompete     | 4’      |

- Koppeln: I/II, III/I, III/II, I/P, II/P, III/P

## Glocken
Das heutige Geläut besteht aus insgesamt sechs Bronzeglocken. Alle Glocken wurden vom Unternehmen Petit & Gebr. Edelbrock in Gescher gegossen.

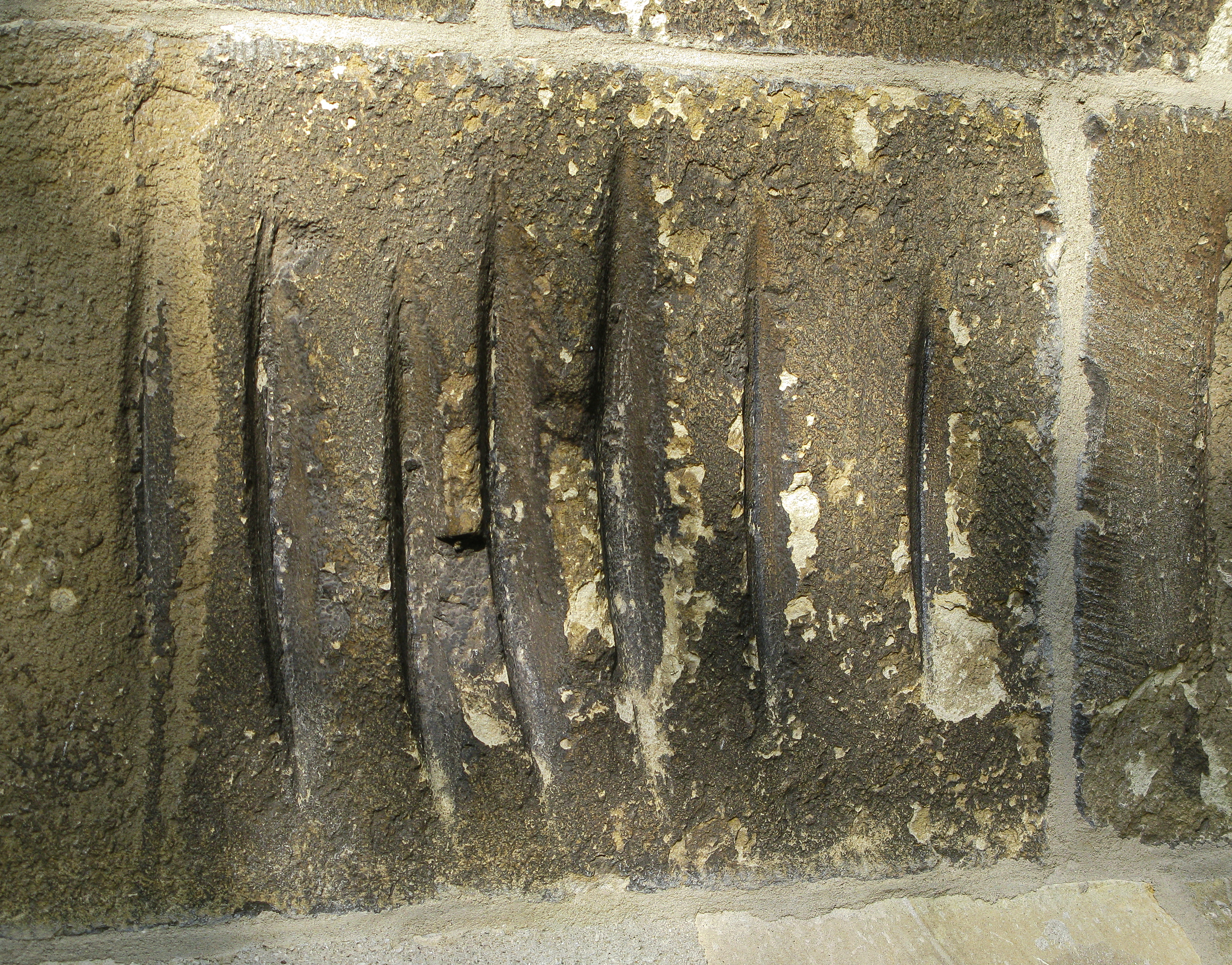
Pestrillen

| Nr. | Name           | Gussjahr | Gießer | Ø (mm) | Masse (kg) | Nominal  | Inschrift |
| 1   | Salvator       | 1964     | P&E    | 1.825  | 3.850      | a0 − 4   |           |
| 2   | Viktor         | 1958     | P&E    | 1.480  | 2.100      | cis1 − 4 |           |
| 3   | Michael        | 1958     | P&E    | 1.244  | 1.180      | e1 − 1   |           |
| 4   | Maria-Martha   | 1958     | P&E    | 1.091  | 810        | fis1 ± 0 |           |
| 5   | Christus König | 1922     | P&E    | 980    | 550        | gis1 ± 0 |           |
| 6   | Gabriel        | 1958     | P&E    | 802    | 310        | h1 − 1   |           |

## Prozession
Im Zusammenhang mit der St.-Viktor-Pfarrei findet am frühen Ostersonntagmorgen eine Prozession durch die Innenstadt statt, bei dem der amtierende Bürgermeister der Stadt Dülmen das sogenannte Pestkreuz trägt. Der Überlieferung nach soll diese Tradition auf das Pestjahr 1382 zurückgehen: damals seien alle Geistlichen in der Stadt an der Pest gestorben, so dass die Osterfeiertage nicht auf herkömmliche Art begangen werden konnten.